# Cerithiopsis nofronii
Cerithiopsis nofronii é uma espécie de molusco pertencente à família Cerithiopsidae.
A autoridade científica da espécie é Amati, tendo sido descrita no ano de 1987.
Trata-se de uma espécie presente no território português, incluindo a zona económica exclusiva.